# Jean Paul Akayesu
Jean Paul Akayesu (nacido en 1953), antiguo alcalde de la ciudad ruandesa de Taba, fue arrestado en Zambia el 10 de octubre de 1995 y fue transferido a la Unidad de Detención del Tribunal en Arusha el 26 de mayo de 1996.

## Juicio
Fue juzgado por el Tribunal Penal Internacional para Ruanda.
El juicio comenzó en junio de 1997 y el 2 de septiembre de 1998 la Cámara Procesal I lo encontró culpable de genocidio, incitación directa y pública a cometer genocidio y crímenes contra la humanidad. El 2 de octubre de 1998 fue sentenciado a cadena perpetua. Fue la primera condena mundial por el crimen definido como genocidio después de un juicio ante un tribunal internacional, por lo cual constituye un hito histórico para el derecho penal.